# Саиф
Саиф или Kappa Оrionis (други називи: κ Orionis, 53 Orionis) је шеста најсјајнија звезда у сазвежђу Орион. Налази се на југоисточном делу сазвежђа. Посматрач који гледа северну небеску хемисферу према југу, Саиф би видео као доњу леву звезду у сазвежђу. Посматрач са јужне хемисфере који гледа ка северу видео би ову звезду као горњу десну звезду.

## Име
Сама реч Саиф потиче из арапске речи 'سیف الجبّار' што у преводу значи "мач ратника-дива". У каталогу звезда из 17. века звезда је названа Genu Dextrum Gigantis што на латинском значи "десно колено ратника-дива".

## Спецификације
Методом паралаксе одређено је да се Саиф налази на удаљености од 650 светлосних година (198 pc) од Земље. Привидна магнитуда износи 2.1. Саиф спада у променљиве звезде, и њена магнитуда варира у току времена за 0.04.
У поређењу са Сунцем, Саиф је огромна звезда, масивнија 14-17 пута и 22 пута већа у радијусу од Сунца. По Харвардској спектралној класификацији Саиф спада у класу Б. Ова звезда је стара и масивна, и сагорева хелијум (Не). На ХР дијаграму не налази се на главном низу већ у горњем делу дијаграма, заједно са осталим звездама-џиновима. Сматра се да Саиф има довољно велику масу да експлодира као супернова типа II.